# Lehké fantastično
Lehké Fantastično (anglicky The Light Fantastic) je humoristická fantasy kniha Terryho Pratchetta, druhá ze série Zeměplocha.

## Obsah
Mrakoplaš na konci Barvy kouzel spadl z okraje Zeměplochy, v této knize je jeho život však záhadným způsobem zachráněn. Mezi tím Ankh-Morporští mágové zjistí, že pokud nebude přečten grimoár Oktávo, bude pravděpodobně zničen svět. Mnoho čarodějů však chtělo kouzla z Oktáva pro získání moci, a protože jedno z kouzel bylo ukryto v Mrakoplašově hlavě, několik magických řádů pod vedením bývalého spolužáka hlavního hrdiny Trémona se snažilo nedostudovaného mága zabít.
Po Mrakoplašově shledání s Dvoukvítkem je zřejmé, že se Velká A’Tuin, velká želva nesoucí Zeměplochu, blíží k novému cíli: rudé hvězdě s osmi měsíci. K dvojici hrdinů se přidává Barbar Cohen, stárnoucí hrdina, a Bethan, obětní panna Cohenem zachráněná.
Mrakoplaš se stává jedním z mála osob, které pronikly do Smrťovy říše a zůstaly naživu. Je téměř zabit při setkání se Smrťovou adoptivní dcerou Ysabell, ale je na poslední chvíli zachráněn Zavazadlem.
Postupem času se Trémon snaží o použití pouhých sedmi kouzel Oktáva a získaní neomezené moci. Kouzla však, díky své síle, vytvoří bránu do Podzemních rozměrů, uvolňující tak řadu nestvůr a příšer. Poté, co s nimi Mrakoplaš vyhraje souboj, přečte všech osm kouzel, osm měsíců praskne a z každého se vyklube malá vesmírná želva, následující svého rodiče na cestě vesmírem. Oktávo je pozřeno Dvoukvítkovým Zavazadlem.
Kniha končí loučením Dvoukvítka s Mrakoplašem, který se vrací do rodné Agateánské říše. Dvoukvítek, předtím než odjede dá jako dárek Mrakoplašovi Zavazadlo.